# Liberty Ostrava

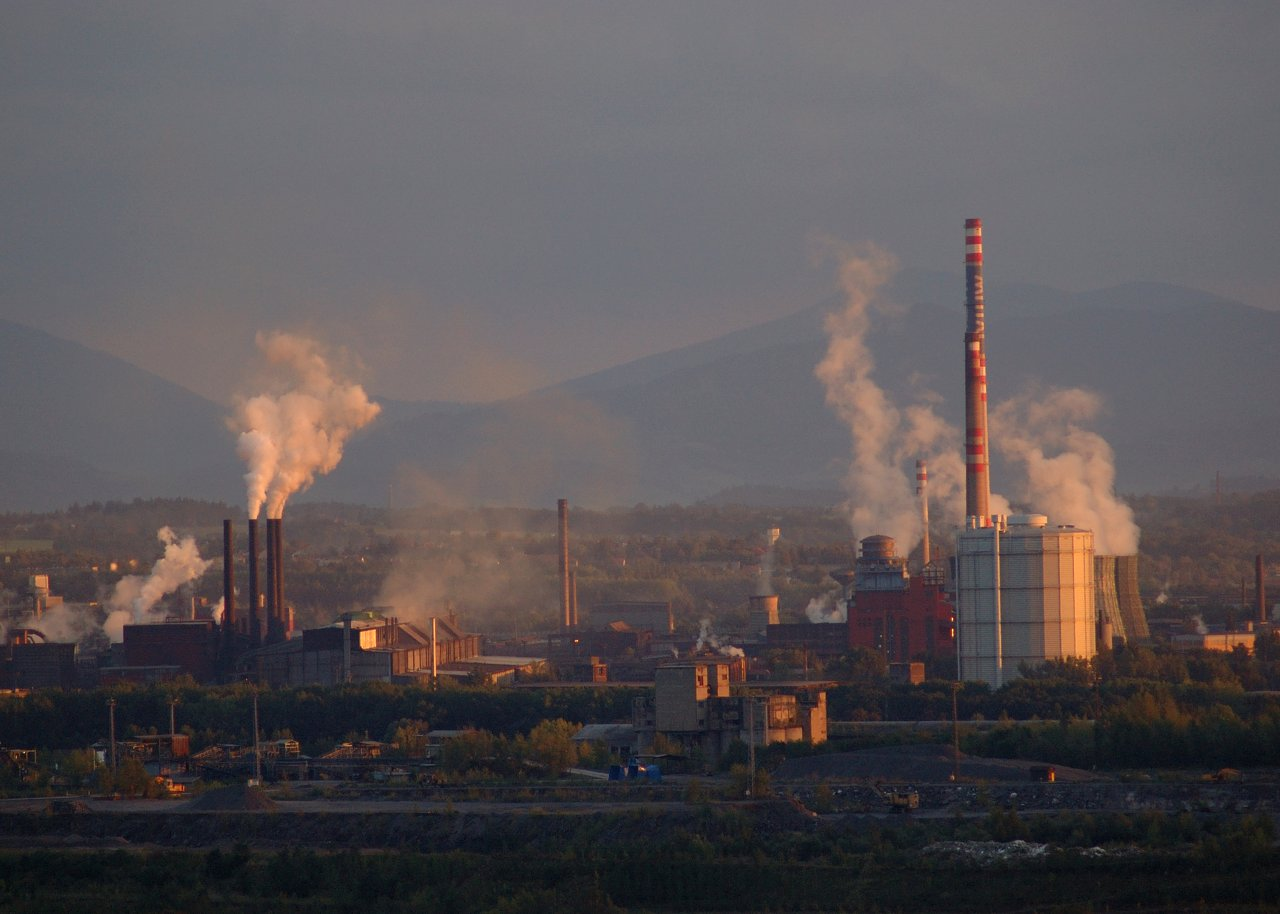
Dva z provozů: ocelárna (vlevo) a energetika (vpravo). V popředí Odval Lihovarská.

Liberty Ostrava a.s. (dříve ArcelorMittal Ostrava a.s. a NOVÁ HUŤ, a.s.) je česká hutnická firma patřící od roku 2019 do holdingu Liberty House Group, který ovládá indicko-britský podnikatel Sandžív Gupta. Společnost působí v areálu Nové hutě v jižní části Ostravy. V letech 2003 až 2019 firma patřila pod ArcelorMittal a jeho předchůdce.
Společnost na podzim 2023 kvůli hospodářským potížím požádala o ochranu před věřiteli, aby předešla vyhlášení úpadku, od prosince 2023 zůstala většina zaměstnanců doma z důvodů jiných překážek na straně zaměstnavatele. V únoru 2024 věřitelé schválili restrukturalizačního plán, restrukturalizace však nebyla úspěšná a společnost podala na sebe v červnu 2024 insolvenční návrh. Společnost je od 21. června 2024 v úpadku.

## Historie
Společnost formálně vznikla jako akciová společnost s názvem NOVÁ HUŤ, a.s. zápisem do obchodního rejstříku 22. ledna 1992. Tato akciová společnost přitom vznikla na základě privatizačního projektu firmy NOVÁ HUŤ, státní podnik, založené 28. června 1989 (pod názvem NOVÁ HUŤ Klementa Gottwalda, státní podnik). Z tohoto státního podniku byl ke dni 31. prosince 1991
vyčleněn majetek v hodnotě 12 612 mil. Kčs, který přešel na Fond národního majetku České republiky a byl základem pro vznik akciové společnosti Nová huť. Samotný zbytkový státní podnik byl dán 7. ledna 1998 k likvidaci a zanikl 14. června 2005 výmazem z obchodního rejstříku.

### ArcelorMittal
Po neúspěšné částečné privatizaci do rukou managementu, sdruženého do společnosti Petrcíle, prodal stát v roce 2003 majoritní podíl ve společnosti (67,25 % akcií) společnosti LNM Holdings (jeden z předchůdců ArcelorMittal) indického průmyslníka Lakšmího Mittala za 9 milionů USD (tehdy asi 260 milionů Kč). Společnost byla tou dobou vysoce zadlužená a generovala miliardové ztráty. Společnost LNM Holdings byla zanedlouho pohlcena společností Ispat. K 11. dubnu 2003 se změnil název české společnosti na ISPAT NOVÁ HUŤ a.s. Pod novým vedením začala společnost generovat miliardové zisky. V únoru 2005 byla převzata Mittalovou společností Mittal Steel Company a přejmenována na Mittal Steel Ostrava a.s. Po vzniku holdingu ArcelorMittal dostala ostravská společnost v srpnu 2007 název ArcelorMittal Ostrava a.s. Na počátku července 2019 byla společnost převzata novým vlastníkem, britskou skupinou Liberty Steel. K 22. červenci 2019 získala společnost nový název Liberty Ostrava a.s.
Po arbitráži se státem získala 14 % společnosti za 850 milionů Kč společnost Petrcíle (jedním z arbitrů byl i Milan Kindl) spojená s Pavlem Tykačem. Majoritní vlastník ArcelorMittal nadále skupoval další akcie společnosti, v roce 2009 odkoupil od státu 11% podíl za 7 miliard Kč (ve splátkách až do roku 2015) a začátkem roku 2010 pak 14% podíl od PPF, která jej získala od společnosti Petrcíle, za 6,8 mld Kč. Celkem tak v únoru 2010 držel ArcelorMittal 96,5% podíl ve společnosti a mohl tak zahájit tzv. squeeze out (vytěsnění minoritních akcionářů bez jejich souhlasu). Proces vytěsnění byl ukončen v září 2010, stovky drobných akcionářů však s vytěsňovací cenou 4 tis. Kč na akcii nesouhlasily a podaly žaloby na hodnotu protiplnění. V roce 2012 společnost vyplatila svému majoritnímu vlastníkovi dividendu ve výši 8,4 mld. Kč,, v roce 2014 8,2 mld. Kč a v roce 2015 23 mld. Kč (asi 1,9 tis. na akcii). Celkem si během let 2013 až 2017 nechal akcionář vyplatit přes 47 mld. Kč.
V roce 2010 byla ze společnosti vyčleněna závodní elektrárna, která byla v roce 2014 prodána konsorciu Tameh, kterou tvořil ArcelorMittal s polskou energetickou skupinou Tauron.

### Liberty Steel
V roce 2017 se ArcelorMittal ucházel o koupi italské ocelárny Ilva, největší v Evropě. Ocelárny získal, podmínkou pro koupi od antimonopolních úřadů však bylo, aby prodal některá svá evropská aktiva, mimo jiné i Mittal Steel Ostrava. Společnost však neprodal vcelku, nejprve v listopadu 2017 prodal výrobu ocelových trubek v Ostravě a Karviné (ArcelorMittal Tubular Products Karviná a.s.) přímo své mateřské společnosti a následně pak v prosinci 2017 výrobu elektrotechnické oceli ve Frýdku-Místku (vyčleněno do společnosti GO Steel Frýdek Místek a.s.). Až poté společnost v říjnu 2018 prodal společnosti Liberty Steel indicko-britského podnikatele Sandžíva Gupty.
Majitel společnosti Liberty Steel, Sandžív Gupta, se dostal v březnu 2021 do vážných finančních problémů. Britská vláda uvažovala o nouzovém znárodnění jeho firmy a společnost Greensill Capital, která mu poskytla půjčky na koupi ostravských hutí, se ocitla v insolvenci.
Za provozní úvěr v objemu dvě miliardy korun pro Liberty Ostrava, který poskytla Greensill Bank, se zaručila česká státní pojišťovna EGAP. Liberty však úvěr nesplácela, EGAP tak musel za Liberty uhradit asi 1,5 mld. Kč.
V účetním roce 2022, který skončil 31. března 2022, měla Liberty Ostrava hrubý zisk ve výši 7,6 mld. Kč. Tržby z prodaného dlouhodobého majetku však činily 6,2 mld. Kč a zahrnovaly zejména tržby z prodeje emisních povolenek. Auditor však uvedl výrok s výhradou, když uvedl vysoké pohledávky v rámci skupiny bez informace o jejich dobytnosti a poukázal na nejistotu týkající se nepřetržitého trvání podniku.

### Ochrana před věřiteli a insolvence
Společnost na podzim 2023 požádala o moratorium, aby předešla vyhlášení úpadku, neboť ke konci října 2023 dlužila přes 3 miliardy korun. Krajský soud v Ostravě vyhověl návrhu na individuální moratorium na ochranu před požadavky firmy TAMEH Czech 29. listopadu 2023 a poskytl tak lhůtu 30 dní na předložení plánu restrukturalizace.
TAMEH Czech proti tomuto podala odvolání, když uvedla, že donedávna zisková Liberty zapůjčila přes 7 mld. Kč do zahraničních podniků v rámci skupiny Liberty Steel Group a mohla by tak vyřešit prostým vrácením těchto prostředků zpět. Liberty zase uvedla, že podle jejího názoru Tameh využila energetické krize a během posledních 18 měsíců systematicky předražovala služby pro Liberty.
V polovině prosince pak firma TAMEH Czech, která je hlavním dodavatelem energie huti, na sebe podala insolvenční návrh, když se dostala do druhotné platební neschopnosti, neboť jí Liberty půl roku neplatí za dodávané produkty. Podle Insolvenčního rejstříku má vůči věřitelům závazky po lhůtě splatnosti převyšující 255 milionů korun.
Dne 21. prosince 2023 soud vyhlásil všeobecné moratorium a většina zaměstnanců firmy zůstává doma, neboť většina provozů podniku stojí, když firma Tameh zastavila hutím dodávky energie, protože skončila v úpadku, neboť mu huť za dodávky dluží asi dvě miliardy korun. 22. února 2024 před podnikem protestovalo několik tisíc lidí, kteří požadovali zachování výroby.
Dne 15. února 2024 firma oznámila, že 90 procent věřitelů hlasovalo pro schválení restrukturalizačního plánu, který však ještě musel schválit soud. Liberty počítala ve svém restrukturalizačním plánu s bezplatnými emisními povolenkami, avšak musela ministerstvu životního prostředí doložit, že obnoví výrobu, jinak by na ně neměla nárok.
Advokátní kancelář Žižlavský, která je restrukturalizačním správcem podniku Liberty Ostrava, navrhla soudu, aby zrušil všeobecné moratorium chránící před věřiteli. Podle serveru Seznam Zprávy to uvádí zpráva restrukturalizačního správce, kterou má redakce k dispozici. Soud o tomto návrhu bude jednat s vyloučením veřejnosti 28. února.
Dne 5. dubna 2024 společnost oznámila, že ve snaze o nejefektivnější řízení nákladů dostanou zaměstnanci pouze 70% jejich průměrného výdělku.
V červnu 2024 skončilo všeobecné moratorium chránící před věřiteli. Restrukturalizace nebyla úspěšná a společnost podala na sebe v červnu 2024 insolvenční návrh. se závazky přesahující 5 miliard korun. Mezi největší věřitele patří TAHEM Czech s 2,2 mld. Kč splatných pohledávek, EGAP s 1,1 mld. Kč a zkrachovalá německá Greensill Bank, spojovaná s Sandžívem Guptou. Pohledávky EGAPu a Greensill Bank jsou zajištěné.
Dne 21. června 2024 krajský soud v Ostravě poslal společnost do úpadku. V červenci 2024 začalo insolvenční řízení s dceřinými společnostmi Liberty Metal Recycling Czech s.r.o., zpracovatele kovového šrotu, a Liberty Engineering Products Ostrava s.r.o., provozující slévárny a kalírny. V insolvenčním řízení přihlásilo přes 900 věřitelů pohledávky ve výši asi 23 mld. Kč.
V červenci 2024 pak ministr financí Zbyněk Stanjura uvedl, že se neobjevil žádný investor, který by chtěl provozovat huť celou a integrovanou. Skončí také výplata náhradních mezd od státu, který je hradil za květen, červen a červenec, kdy výdaje na toto činily asi 1,3 mld. korun. O část výroby, produkci výrobků z oceli, má zájem konkurenční Moravia Steel, která vyzvala zaměstnance, aby proto nepodávali výpovědi.
V srpnu 2024 vydal na návrh EGAPu soud předběžné opatření, kterým omezil výkon práv majitele a jeho managementu. Rozhodování ve firmě tak fakticky přebral insolvenční správce. Důvodem byly mj. pochybné převody pohledávek v rámci skupiny Liberty Group či pochybnosti věřitelů, že se vedení Liberty snaží úpadkovou situaci řešit (mj. prodej materiálu potřebného pro obnovení provozu či emisních povolenek).
Ve stejném měsíci věřitelský výbor schválil smlouvy o tollingovém a úvěrovém financování pro rourovnu a válcovnu plochých výrobků se společností VMT, v říjnu 2024 byl proto obnoven provoz ve válcovně plochých výrobků a rourovně. V listopadu 2024 věřitelé rozhodli o řešení úpadku konkurzem, reorganizace nebyla navržena.
V únoru 2025 insolvenční správce zahájil proces prodej části obchodního závodu Hlavní závod a případně i Koksovna. V červenci 2025 věřitelský výbor schválil tento prodej sdružení společností SPV NH Ostrava a SPV NH Koksovna, které projevily zájem i o Koksovnu a které ovládá bývalý poslanec ČSSD, ministr vnitra a předseda ÚHOS Martin Pecina. Nový majitel má zaplatit 3 mld. Kč, transakci ještě musí schválit insolvenční soud a ÚOHS.

## Závody společnosti

### Koksovna
Jednalo se o největšího výrobce koksu v Česku. V provozu byli tři koksárenské baterie s celkovou roční produkcí 1,5 mil tun koksu. Závod dále produkoval koksochemické produkty: dehet, benzol, koksárenský plyn a kapalnou síru. Koksovna byla od prosince 2023 v teplém útlumu. Z důvodu vysokých nákladů na udržování teplého útlumu byla koksovna v srpnu 2024 odstavena úplně, když její znovuzprovoznění již nebude možné.

### Vysoké pece
Společnost disponovala čtyřmi vysokými pecemi. Zpravidla byly v provozu pouze tři vysoké pece, které byly ročně schopny vyrobit přes 3 miliony tun surového železa. Tři čtvrtiny produkce spotřebovával závod Ocelárna, cca pětinu výroby odebírala do roku 2015 společnost Vítkovice Steel, zbývající část byla dodávána v pevném stavu jiným subjektům. Do října 2023 byly všechny pece postupně odstaveny.
Závod Vysoké pece patřil v letech 1996 až 2006 do samostatné společnosti Vysoké pece Ostrava (VPO), kde byla společnost Nová huť (resp. po změnách názvů Ispat Nová huť a Mittal Steel Ostrava) držitelem majoritního podílu. K 31. 12. 2006 byla VPO začleněny zpět do mateřské firmy Mittal Steel Ostrava.

### Ocelárna
Jednalo se o největšího producenta oceli v Česku s ročním objemem výroby přes 3 mil. tun. Výroba probíhala ve čtyřech tandemových pecích. Po odpichu se ocel ohřívá na pánvových pecích a odlévá na třech provozech plynulého odlévání. Ocelárna byla uzavřena v prosinci 2023.

### Válcovny
Součástí tohoto provozu byly celkem čtyři válcovací tratě:
- Válcovací trať HCC produkovala střední a hrubou profilovou ocel, dále vyrábí profily výztuží a plochou ocel 130 až 170 mm.
- Kontidrátová trať vyráběla za tepla válcovaný ocelový drát o průměrech 5,5 – 14 mm a tyče menších průměrů.
- Středojemná válcovna vyráběla za tepla válcované dlouhé výrobky (např. profily I, IPE, U aj.)
- Pásová trať P1500 vyráběla pás z konstrukčních ocelí o tloušťkách od 1,5 do 15 mm a šířkách od 740 do 1550 mm[65]

### Strojírny a slévárny
V oblasti strojírenské výroby závod zahrnuje výrobu strojních dílů a zařízení, ocelových konstrukcí a železničních dvojkolí. Slévárna vyrábí odlitky z oceli a litiny. Součástí závodu je také kalírna odlitků, výkovků, válcovaného materiálů a svařenců. Závod se dále zabývá dalšími výrobními, opravárenskými, údržbovými a projekčními pracemi pro samotnou firmu i pro externí zákazníky.[zdroj?]

### Údržba
Jedná se o provoz, který zajišťuje servis jednotlivým závodům v rámci údržby, oprav, modernizacích a investiční výstavby.

### Energetika
Úkolem provozu jsou především dodávky energetických médií do jednotlivých provozů, z menší části také externím zákazníkům. Má za úkol zajišťovat dodávky vody, elektrické energie, plynu a tepla, vyrábí také technické plyny. 15. února 2010 byl tento provoz vyčleněn do k tomu účelu založené dceřiné společnosti ArcelorMittal Energy Ostrava, která byla v prosinci 2014 prodána polské společnosti TAMEH Holding a následně přejmenována na TAMEH Czech.

### Doprava

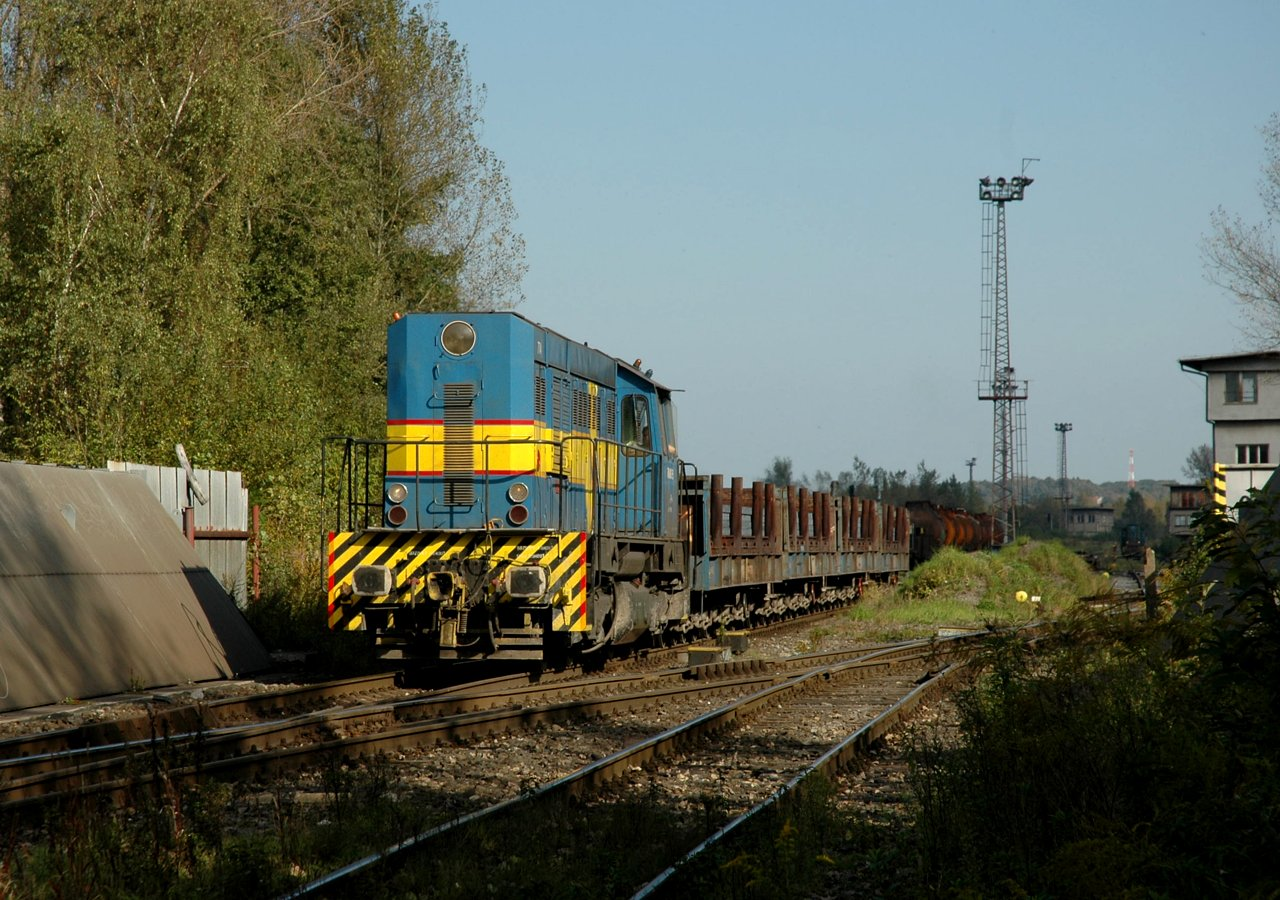
Vnitropodnikovou železniční dopravu polotovarů zajišťuje svými lokomotivami závod Doprava

Tento závod provádí služby vnitropodnikové železniční a silniční dopravy pro jednotlivé závody. Spravuje také železniční (199 km kolejí) a silniční (52,5 km silnic) síť v areálu firmy. Závod spravuje také studený odval.
Vnitropodnikovou železniční dopravu zajišťovaly motorové lokomotivy následujících řad (stav k roku 2003): 703, 704, 709.5, 720,  721, 729.5, 729.6, 740, 770, 771.
V roce 2016 byly prakticky všechny lokomotivy (s výjimkou dvou strojů řady 704) prodány a nahrazeny dvaceti kusy lokomotiv řady 741.7, které si AMO pronajal na deset let od výrobce CZ LOKO.
Kromě vlečkového kolejiště ve správě AMO lze lokomotivy této firmy spatřit také ve stanici Ostrava-Kunčice, kam jsou přetahovány soupravy vystupující z vlečky na síť Správy železnic. Od zastavení provozu vítkovických vysokých pecí zajišťovaly lokomotivy dnešní firmy AMO také dopravu tekutého surového železa ze závodu vysoké pece pro ocelárnu ve Vítkovicích (nyní součást firmy Vítkovice Steel). Doprava železa probíhala po trati Nová huť - Vítkovické železárny a na vítkovickém východním nádraží si soupravu převzala lokomotiva z Vítkovic. Od ledna 2007 již však tyto přepravy v celé trase zajišťuje společnost Vítkovice Doprava svými lokomotivami.

## Znečištění životního prostředí
Hutnický kombinát je dlouhodobě významným znečišťovatelem životního prostředí. Ředitelka České inspekce životního prostředí Eva Tylová oznámila 4. října 2008, že zahájí s AMO správní řízení. Společnost podle ČIŽP do integrovaného registru znečistění nenahlásila některé povinné údaje a hrozí jí pokuta v řádech desítek tisíc korun. „AMO ve stanované lhůtě do konce března nenahlásila nejen množství jemného polétavého prachu, ale zjistili jsme, že jsou další nenahlášená fakta“, uvedla Tylová. ArcelorMittal Ostrava je podle integrovaného registru znečištění největším znečišťovatelem v Moravskoslezském kraji.

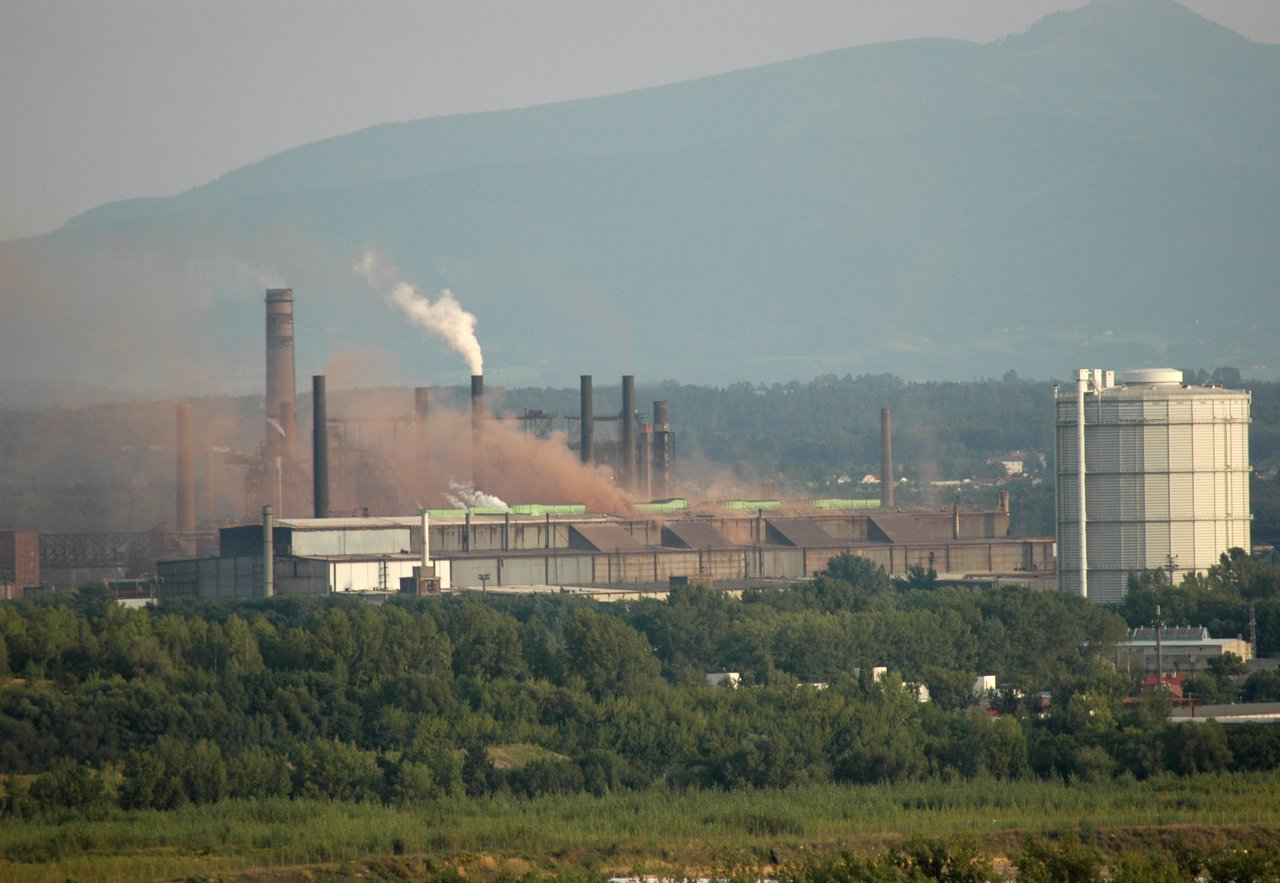
Hustý červený dým stoupající z ocelárny byl důvodem instalace odprášení v roce 2009

Ocelárna patřila k největším zdrojům emisí arsenu, benzo(a)pyrenu a prachu a v bezprostředním okolí závodu jsou překračovány zákonné limity znečištění ovzduší o desítky až stovky procent. Přesto Krajský úřad Moravskoslezského kraje povolil rozšíření kapacity ocelárny a to posvětilo i ministerstvo životního prostředí vedené Martinem Bursíkem (SZ). Rozhodnutí napadli jako nezákonné soudní žalobou právníci Ekologického právního servisu.
Krajský úřad Moravskoslezského kraje v březnu 2009 rozhodl, že firma musí výrazně snížit emise znečišťujících látek ze závodu energetika. Úřad firmě stanovil tři termíny pro postupné snížení emisních stropů - první snížení musí být dosaženo do října 2010 a poslední do začátku dubna 2014. Do roku 2014 by mělo dojít ke snížení emisí oxidu siřičitého ze 4709 na 2000 tun, u oxidů dusíku z 3500 na 2000 tun a tuhých znečišťujících látek z 150 tun na 135 tun.
V roce 2009 bylo v ocelárně instalováno zařízení na odprášení načervenalých spalin, které vznikají při dělení až dvacetitunových slitků a původně volně unikaly do ovzduší. Po instalaci filtrů je ovzduší vypouštěno deset miligramů prachu na metr krychlový, tj. pětina zákonem stanoveného limitu.
V říjnu 2011 ocelárna otevřela na aglomeraci Sever odprašovací zařízení za miliardu korun. Tkaninové filtry mají dle dodavatele účinnost 99,9 % pro prachové částice PM10, PM2,5 a PM1. Na aglomeraci Sever se tak sníží roční emise o 270 tun. Jedná se o nejmodernější a nejvíce účinnou technologii na světě. Ostravská ocelárna se tak zařadila po bok šesti nejvyspělejších oceláren v Evropě.
V roce 2020 ocelárna emitovala 2,34 mil. tun CO2, čímž byla šestým největším emitentem oxidu uhličitého v České republice.

### Emisní limity
Ostravské huti se za rok 2011 poprvé po 60 letech podařilo snížit emise pod 1000 tun za rok, a to na 669 tun.
Hlavní zásluhu na dosažení těchto ekologických výsledků má především tkaninový filtr za jednu miliardu korun, který byl instalován na aglomeraci Sever.
Od roku 2003 společnost investovala 3,7 miliard korun do ekologických projektů.
Díky soustavné ekologizaci a modernizaci všech svých provozů splňuje Liberty Ostrava veškerou platnou legislativu, včetně zpřísněných emisních stropů, které jí udávají integrovaná povolení. Na většině provozů se společnost již v roce 2011 pohybovala pod emisními hodnotami, které určují nejlepší dostupné techniky a které budou platné v Evropské unii nejdříve od roku 2016.. V roce 2020 Liberty Ostrava snížila emise tuhých znečišťujících látek na historické minimum 284 tun, což oproti předchozímu roku představuje více než 12% pokles. Jedná se o nejnižší hodnotu v sedmdesátileté historii huti. Toto množství tvoří méně než 15 % emisí oproti stavu v době privatizace huti v roce 2003 a méně než 1 % v porovnání s 80. lety 20. století.